# 愛を知るまでは/桜が降る夜は
「愛を知るまでは/桜が降る夜は」（あいをしるまでは/さくらがふるよるは）は、あいみょんのメジャー11枚目のシングル。ワーナーミュージック・ジャパン内のレーベル「unBORDE」から2021年5月26日に発売された。2021年5月7日に先行配信された「愛を知るまでは」は日本テレビ系土曜ドラマ『コントが始まる』の主題歌。『第72回NHK紅白歌合戦』歌唱曲。同年2月17日にデジタル配信された「桜が降る夜は」はABEMA『恋とオオカミには騙されない』の主題歌に使用されている。

## 背景
2021年3月31日、4月17日に放送がスタートする日本テレビ系土曜ドラマ「コントが始まる」の主題歌にあいみょんの「愛を知るまでは」が使用されること、及び同曲を収録したニューシングル「愛を知るまでは/桜が降る夜は」が5月26日にリリースされることが発表された。CDリリースでは、前作「裸の心」から約1年ぶり、配信シングルを含めると約3ヶ月ぶりのリリース。あいみょん初の両A面シングル。4月17日には「愛を知るまでは」のショートムービーがYouTubeにて公開された。同曲のミュージックビデオは、楽曲の配信日である5月7日の午後8時にYouTubeにてプレミア公開された。
フィジカルCD発売前日の5月25日には、カップリング曲の「ミニスカートとハイライト」にて、ミツメの川辺素（Vo, G）がプロデュースを担当していること、及びレコーディングには同じくミツメの大竹雅生（G, Syn）、須田洋次郎（Dr）、Nakayaan（B）も参加していることが公表された。

## 評価
- いしわたり淳治は、テレビ朝日系「関ジャム 完全燃SHOW」に出演した際に「2021年の年間マイベスト」第7位に本楽曲を選出。「日本のギター弾き人口と、ギターで弾き語るからこそ生まれる歌を今日もそっと増やしている」とコメントした[11]。

## チャート成績
2021年5月7日に先行配信された「愛を知るまでは」は、2021年5月12日公開（集計期間：2021年5月3日～5月9日）の「Billboard Japan Download Songs」にて13,926DLを売り上げ、初登場4位を記録。総合チャート「JAPAN HOT 100」では25位デビューとなった。その3週後にフィジカルCDが発売されると、6月2日公開のビルボード・ジャパンチャートにてフィジカルセールスで10位 (10,960枚) に登場。「愛を知るまでは」はダウンロード10位、ストリーミング30位、ラジオ3位を記録し、総合「JAPAN HOT 100」では最高位となる11位を獲得した。

## 認定と売上
|                                | 認定 (RIAJ) | 売上/再生回数       |
| ------------------------------ | ----------- | ------------------- |
| ダウンロード                   | 未公表      | -                   |
| ストリーミング                 | プラチナ    | 100,000,000* 回再生 |
| *認定のみに基づく売上/再生回数 |             |                     |

## 収録曲
| 全作詞・作曲: あいみょん。 |                                  |            |            |                                  |      |
| #                          | タイトル                         | 作詞       | 作曲・編曲 | 編曲                             | 時間 |
| 1.                         | 「愛を知るまでは」               | あいみょん | あいみょん | 立崎優介、永澤和真、田中ユウスケ | 4:36 |
| 2.                         | 「桜が降る夜は」                 | あいみょん | あいみょん | 近藤隆史、立崎優介、田中ユウスケ | 4:34 |
| 3.                         | 「ミニスカートとハイライト」     | あいみょん | あいみょん | ミツメ                           | 2:48 |
| 4.                         | 「愛を知るまでは」(Instrumental) | あいみょん | あいみょん |                                  | 4:36 |
| 5.                         | 「桜が降る夜は」(Instrumental)   | あいみょん | あいみょん |                                  | 4:33 |
| 合計時間:                  | 合計時間:                        | 合計時間:  | 21:07      |                                  |      |

## テレビ披露
「愛を知るまでは」のテレビ披露歴。
| 日時           | 放送局       | 番組名                                              |
| -------------- | ------------ | --------------------------------------------------- |
| 2021年5月28日  | テレビ朝日系 | 「ミュージック・ステーション」                      |
| 2021年6月7日   | TBS系        | 「CDTVライブ!ライブ! 90分スペシャル」               |
| 2021年7月3日   | 日本テレビ系 | 「THE MUSIC DAY」                                   |
| 2021年7月17日  | TBS系        | 「音楽の日」                                        |
| 2021年12月16日 | NHK総合      | 「SONGS」                                           |
| 2021年12月20日 | TBS系        | 「『CDTVライブ!ライブ!』クリスマス4時間スペシャル」 |
| 2021年12月24日 | テレビ朝日系 | 「ミュージックステーションスーパーライブ2021」      |
| 2021年12月31日 | NHK総合      | 「第72回NHK紅白歌合戦」                             |